# إيف فلوريس
إيف فلوريس هو عارض فلبيني، ولد في 26 نوفمبر 1994 في مدينة تارلاك في الفلبين.